# Радіонов В'ячеслав Денисович
В'ячесла́в Дени́сович Радіо́нов (16 січня 1997, м. Запоріжжя, Україна — 24 лютого 2022, м. Васильків, Київська область, Україна) — український військовий льотчик, старший льотчик, капітан (посмертно)[джерело?] 40 БрТА, який загинув під час російського вторгнення в Україну 24 лютого 2022 року, Герой України (2022, посмертно) з удостоєнням ордена «Золота Зірка».

## Життєпис
2014 року закінчив Запорізький обласний ліцей-інтернат з посиленою військово-фізичною підготовкою «Захисник».
Закінчив Харківський національний університет Повітряних сил ім. І. Кожедуба.
Проходив військову службу в 40-й бригаді тактичної авіації.
У 2021 році брав участь у військовому параді з нагоди 30-ї річниці незалежності України в ролі пілота МіГ-29.
Старший льотчик загинув 24 лютого 2022 року при виведенні авіації з-під ракетного удару по аеродрому Василькова. Завдяки його мужнім діям повний склад літаків бригади піднявся в повітря в м. Василькові на Київщині, що врятувало їх від ракетного удару (див.: Бої за Васильків). Тіло льотчика знайшли місцеві жителі, передали капелану. У лютому В'ячеслава таємно поховали за допомогою васильківських ветеранів та учасників добровольчого формування тероборони. 24 листопада 2022 року В'ячеслава Радіонова перепоховали на Алеї Героїв Васильківського кладовища, поряд із льотчиками-побратимами.

## Нагороди
- звання Герой України з удостоєнням ордена «Золота Зірка» (28 лютого 2022, посмертно) — за особисту мужність і героїзм, виявлені у захисті державного суверенітету та територіальної цілісності України, вірність військовій присязі[10].

## Вшанування пам'яті
На честь В'ячеслава Радіонова названо одну з вулиць у Шевченківському районі міста Запоріжжя. У селі Мала Солтанівка на Київщині відкритий меморіал.